# 华中蹄盖蕨
华中蹄盖蕨（学名：Athyrium wardii）为蹄盖蕨科蹄盖蕨属下的一个种。

## 扩展阅读
- 維基物種上的相關：华中蹄盖蕨